# Focillidia bipunctata
Focillidia bipunctata là một loài bướm đêm trong họ Erebidae.